# Lauw
Lauw är en kommun i departementet Haut-Rhin i regionen Grand Est (tidigare regionen Alsace) i nordöstra Frankrike. Kommunen ligger i kantonen Masevaux som tillhör arrondissementet Thann. År 2022 hade Lauw 896 invånare.

## Befolkningsutveckling
Antalet invånare i kommunen Lauw
| Referens: INSEE |